# بادوليس
بلدية بادوليس (بالإسبانية: Padules)‏, هي بلدية تقع في مقاطعة المرية. جنوب شرق إسبانيا. يبلغ عدد سكانها 504 نسمة.

## وصلات خارجية
- (بالإسبانية)